# Archmere Academy

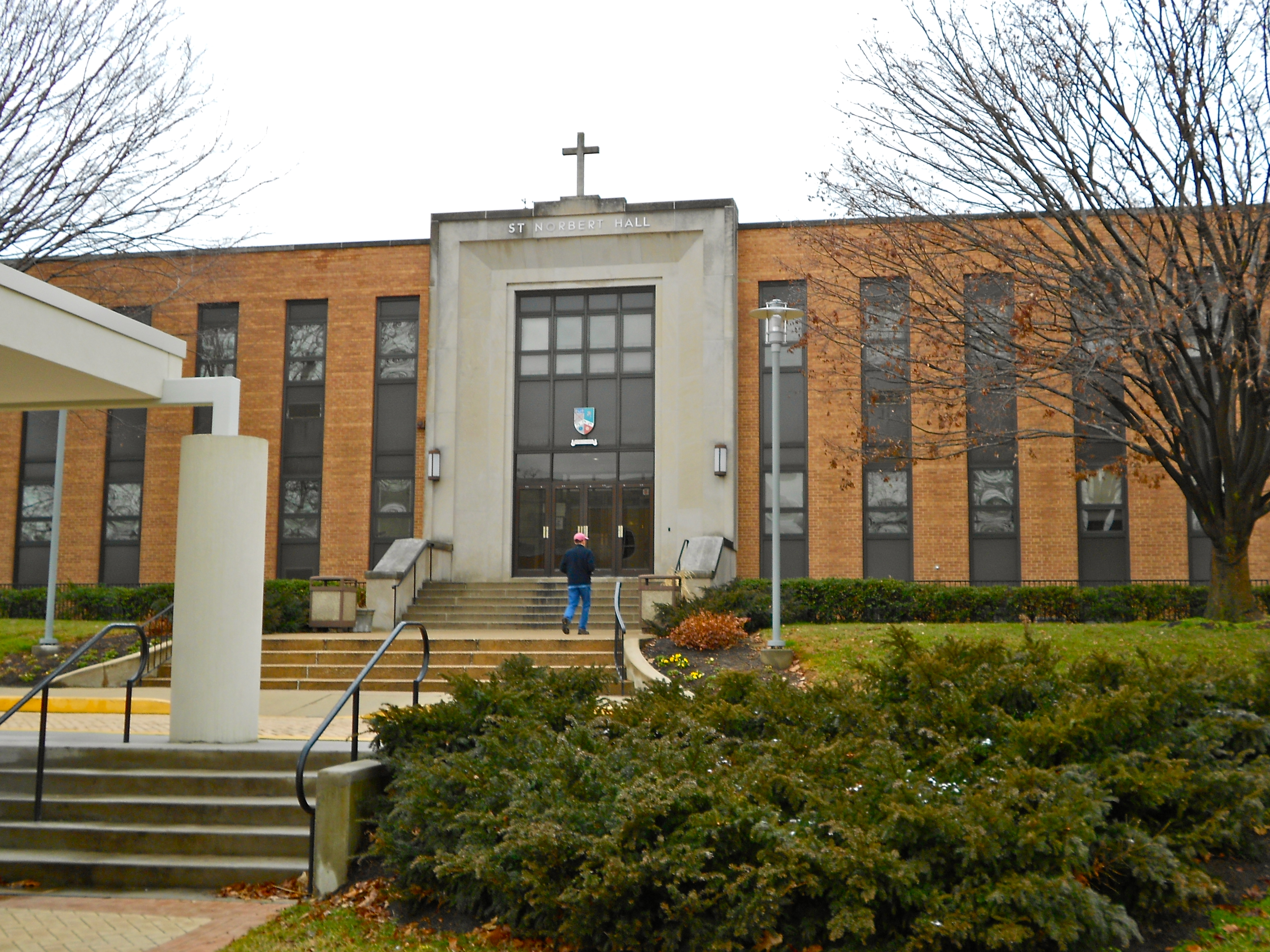

Archmere Academy é um colégio secundário preparatório para ingresso no ensino superior administrado pela Igreja Católica e situado em Claymont, Delaware, Estados Unidos.
A instituição foi fundada em 1932 pela ordem religiosa Norbertine, inicialmente como uma escola só para garotos. Começou na antiga propriedade do industrial norte-americano John J. Raskob que morava na residência com sua esposa Helena e seus 12 filhos até 1931. Raskob foi o gerente de campanha para governador de Nova York Al Smith durante sua campanha presidencial em 1928 e a casa era usada para muitas reuniões, incluindo as do Comitê Nacional Democrata.
O mascote do colégio é o arau-gigante.